# 鶯谷駅

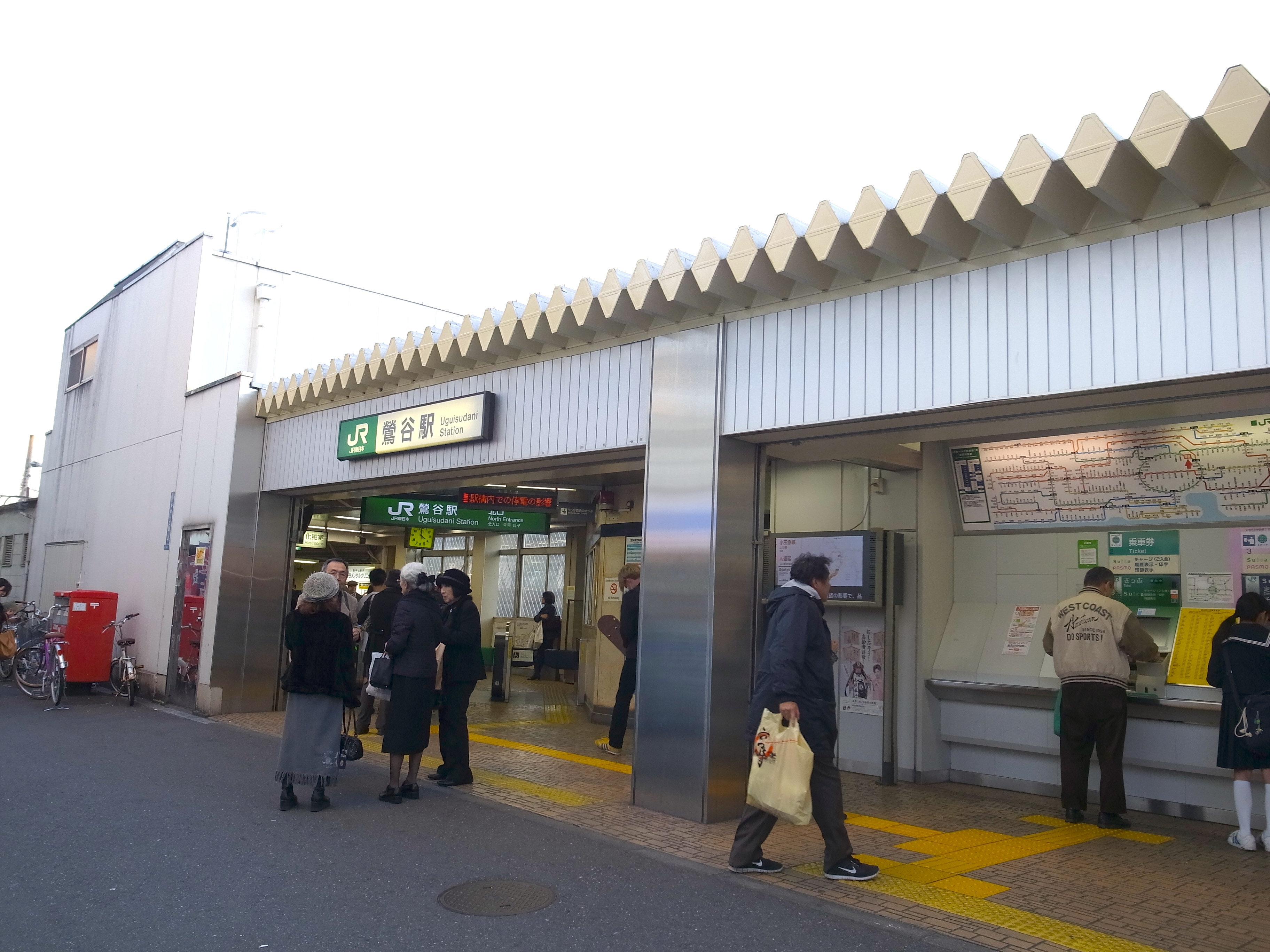
北口（2014年11月）

鶯谷駅（うぐいすだにえき）は、東京都台東区根岸一丁目にある、東日本旅客鉄道（JR東日本）東北本線の駅である。
東北本線において、東京駅から起算して乗り換えのない（品川駅 - 田端駅間停車駅が同一である山手線・京浜東北線間を除く）最初の単独駅でもある。

## 乗り入れ路線
乗り入れている路線は、線路名称上は東北本線1路線のみであるが、当駅には電車線を走る京浜東北線電車および山手線電車のみが停車し、旅客案内では「東北（本）線」とは案内されていない。また当駅は、特定都区市内における「東京都区内」および「東京山手線内」に属する。
駅番号は京浜東北線がJK 31、山手線がJY 06である。

## 歴史

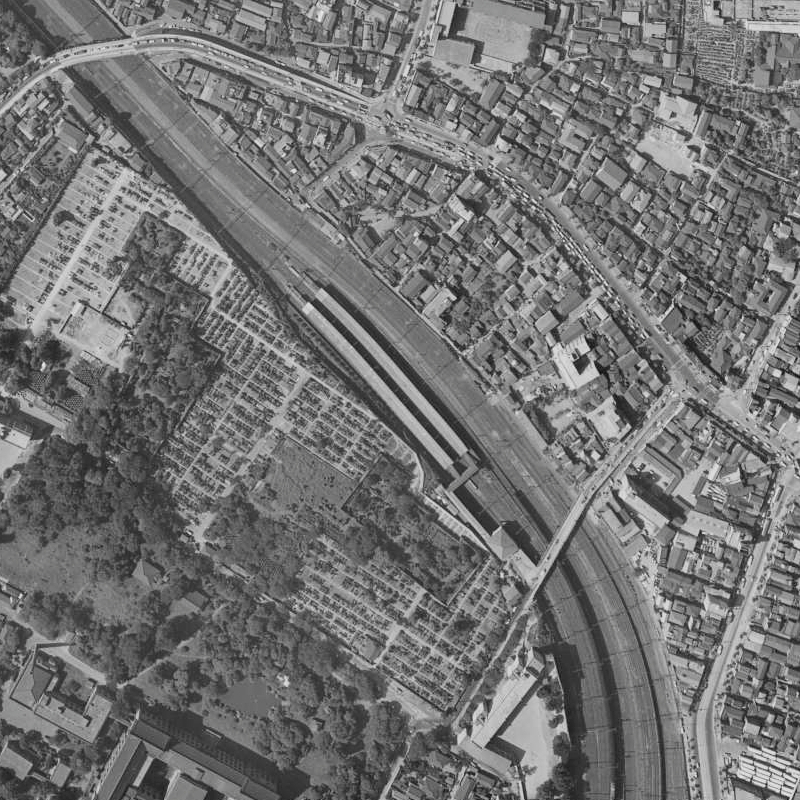
鶯谷駅周辺の白黒空中写真（1963年6月26日撮影）

- 1912年（明治45年）7月11日：鉄道院東北本線の駅として開業[4]。ホームは既に電車運転を開始していた運転系統としての山手線のみに設置された。このため実際上は上野駅 - 田端駅 -池袋駅 - 新宿駅 - 品川駅 - 烏森駅間に運転された山手線の駅としての開業であった。
- 1925年（大正14年）11月1日：山手線の線路を利用し京浜線の運転が田端まで延長され、乗入路線数が2路線となる[5]。
- 1956年（昭和31年）11月19日：それまで山手線と京浜東北線で共用していた複線が複々線され、ホーム2面となる。
- 1964年（昭和39年）10月1日：荷物の扱いを廃止[4]。
- 1987年（昭和62年）4月1日：国鉄分割民営化に伴い、東日本旅客鉄道（JR東日本）の駅となる[4]。
- 1988年（昭和63年）3月13日：京浜東北線の快速運転開始に伴い、日中は京浜東北線が通過するようになる。
- 1990年（平成2年）
  - 11月2日：北口に自動改札機を設置し、供用を開始[6]。
  - 12月15日：南口に自動改札機を設置し、供用を開始[6]。
- 2001年（平成13年）11月18日：ICカード「Suica」の利用が可能となる[報道 1]。
- 2004年（平成16年）
  - 2月29日：みどりの窓口の営業を終了。
  - 3月1日：指定席券売機を導入[新聞 1]。
- 2017年（平成29年）4月10日：業務委託化[2]。
- 2019年（平成31年）3月20日：北口が駅遠隔操作システム（現・お客さまサポートコールシステム）の導入に伴い、終日無人化[7]。
- 2024年（令和6年）4月27日：京浜東北線（1・4番線）ホームにてスマートホームドアの使用を開始[報道 2][報道 3]。

## 駅構造
JR東日本ステーションサービスが駅業務を受託している上野営業統括センター管理の業務委託駅である。出口は北口と南口の2か所がある。北口は地上駅舎のようになっているが、南口は橋上駅舎になっている。南口の駅舎は1927年（昭和2年）に造られた。なお、北口はお客さまサポートコールシステムが導入されており、終日インターホンによる案内となる。また、自動券売機、多機能券売機、指定席券売機（南口のみ）が設置されている。
島式ホーム2面4線の地上駅である。北側市街地と上野公園を結ぶ陸橋がこれらを跨いでいる。
駅名の「うぐいす」にあやかって、朝の時間帯にはプラットホーム上のスピーカーから、鶯の鳴き声を流している。

### のりば
| 番線 | 路線       | 方向   | 行先                 |
| ---- | ---------- | ------ | -------------------- |
| 1    | 京浜東北線 | 北行   | 田端・赤羽・大宮方面 |
| 2    | 山手線     | 内回り | 池袋・新宿・渋谷方面 |
| 3    | 山手線     | 外回り | 東京・品川・目黒方面 |
| 4    | 京浜東北線 | 南行   | 東京・品川・横浜方面 |

京浜東北線快速運転時間帯（10時 - 15時の間）は全列車が当駅を通過するため、この時間帯に乗り降りできるのは2・3番線の山手線のみである。
中距離電車（宇都宮線・高崎線・常磐線）はホームがないため、全列車が通過する。そのため、当駅を含む上野駅 - 日暮里駅間に特定の分岐区間に対する区間外乗車（東北本線内折り返し乗車）の特例が設けられている。

### バリアフリー設備
- エスカレーター：南口 - ホーム
- エレベーター：南口 - ホーム
- 多機能トイレ

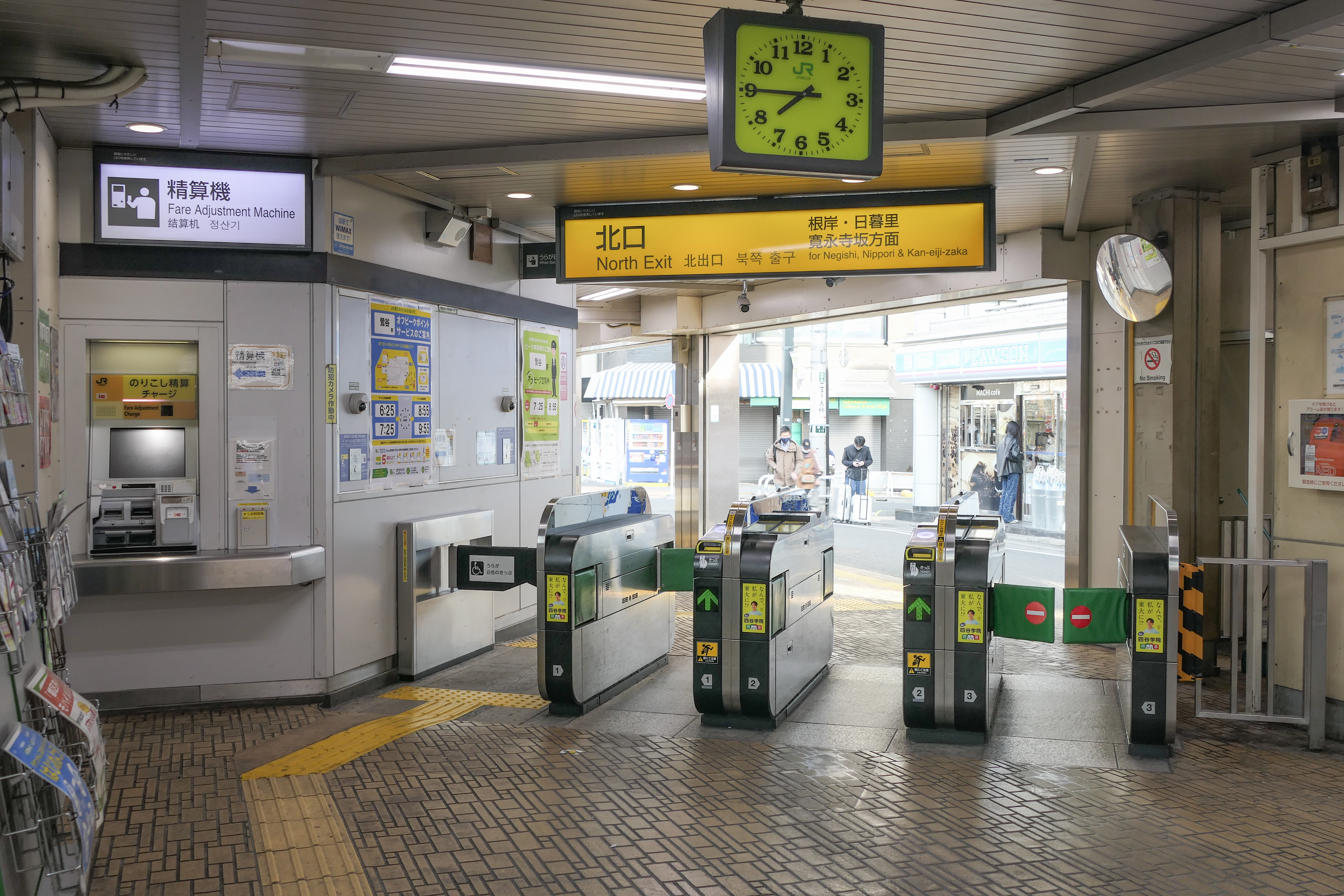
北口改札内（2024年3月）
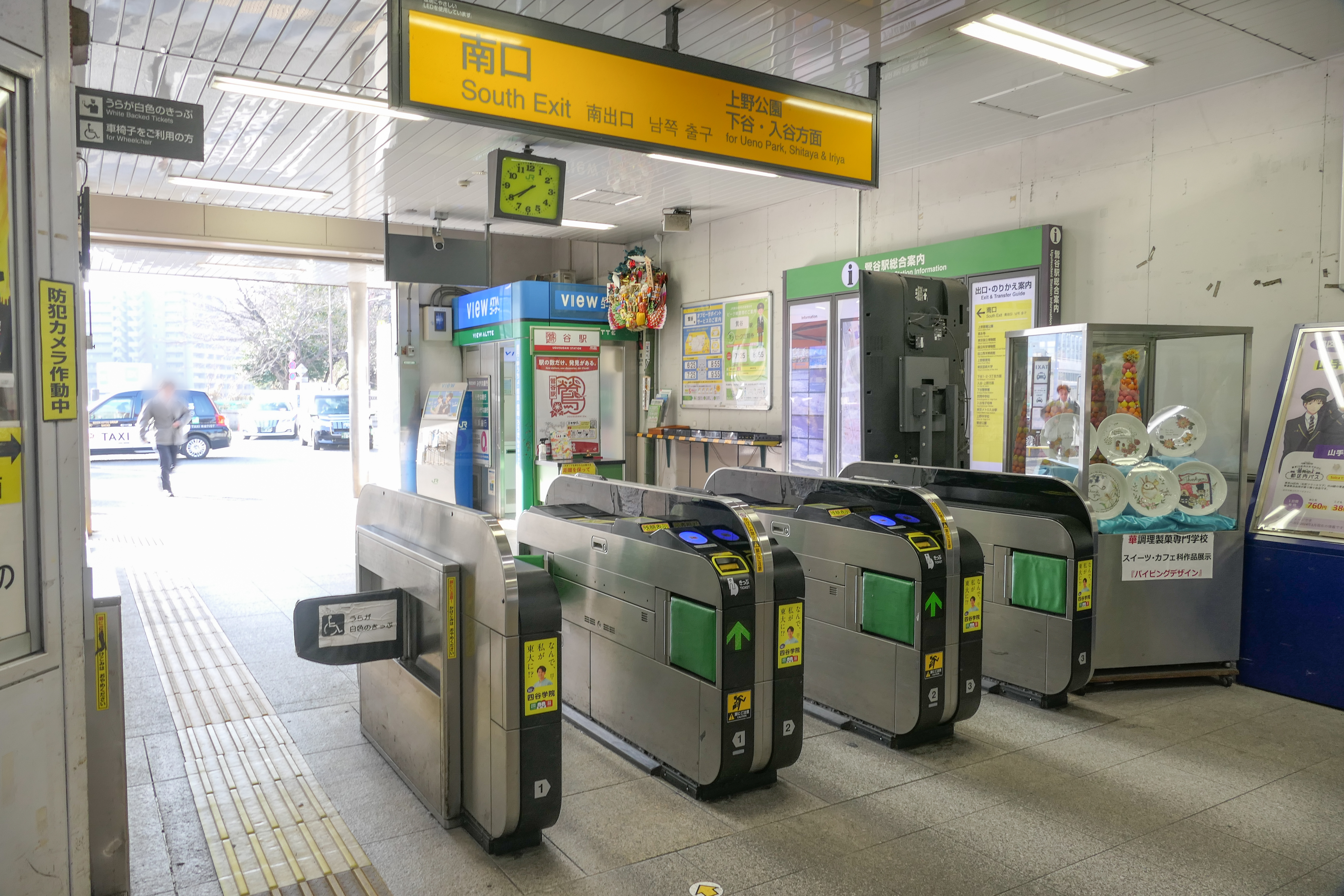
南口改札内（2024年3月）
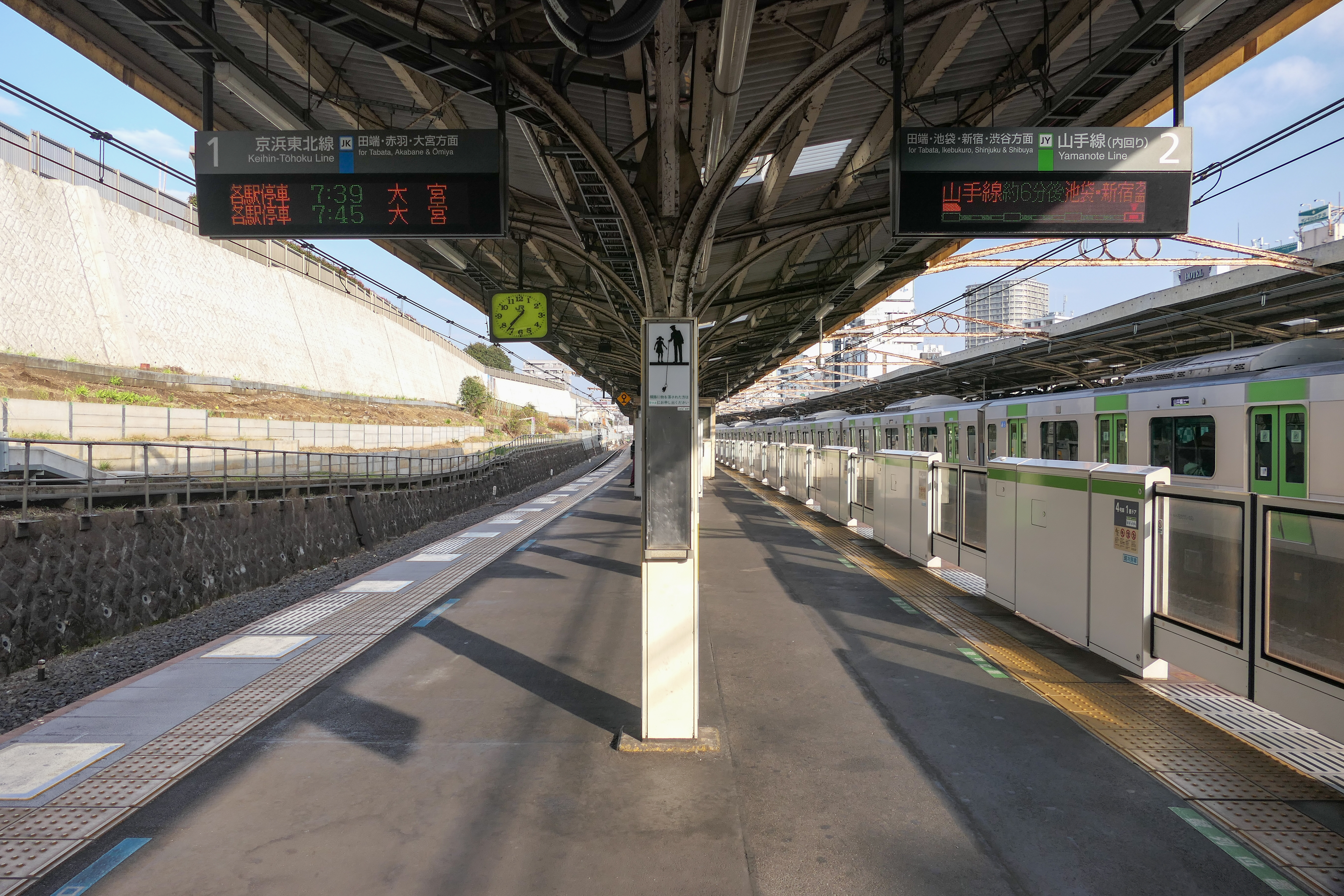
1・2番線ホーム（2024年3月）
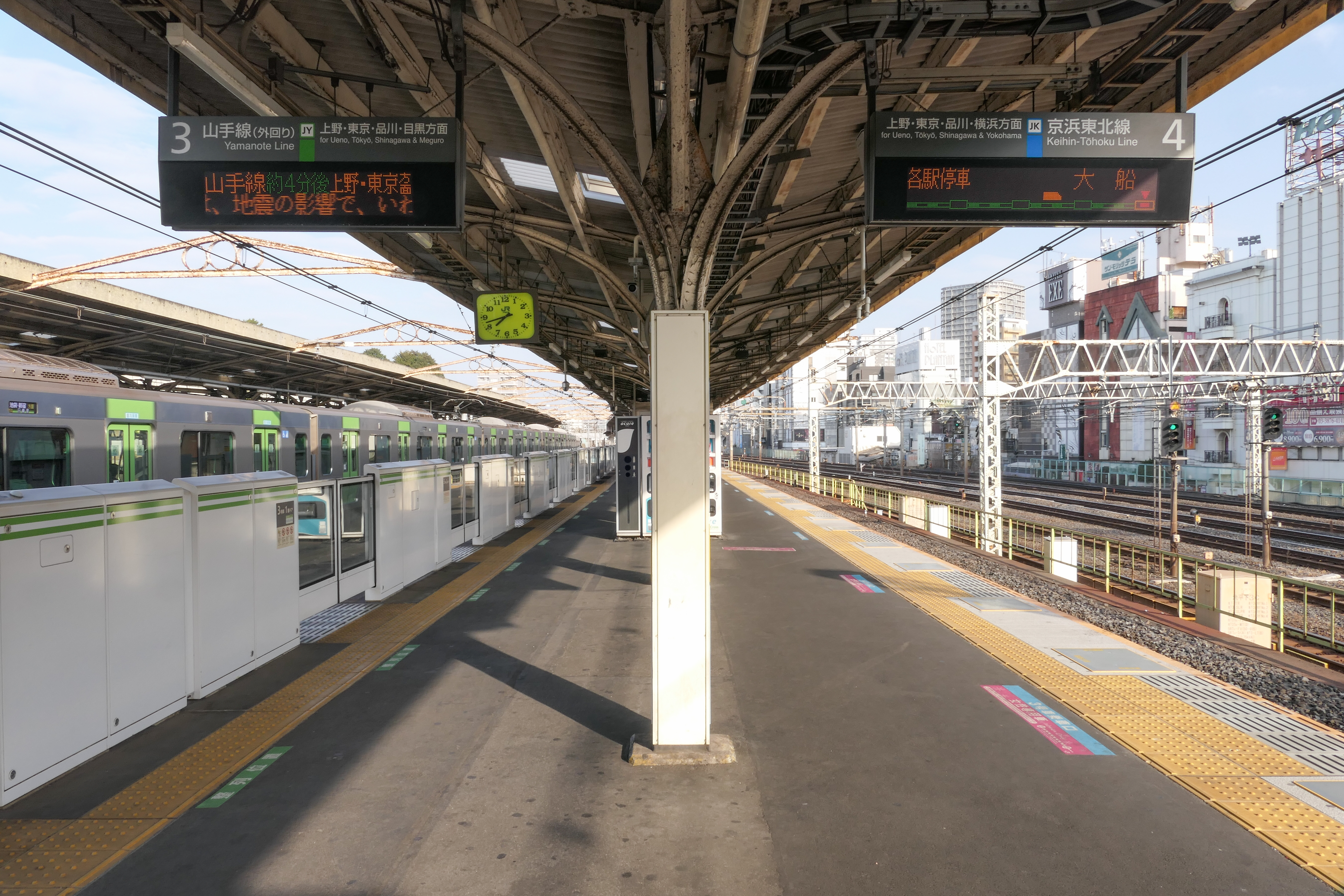
3・4番線ホーム（2024年3月）

## 利用状況
2023年度（令和5年度）の1日平均乗車人員は23,234人である。山手線の駅の中では高輪ゲートウェイ駅に次いで少なく、京浜東北線の駅の中でも上中里駅・高輪ゲートウェイ駅・新子安駅に次いで4番目に少ない。高輪ゲートウェイ駅の開業前は、長らく山手線の駅で最少であった。
1990年度（平成2年度）以降の推移は以下のとおりである。
| 1日平均乗車人員推移 | 1日平均乗車人員推移 | 1日平均乗車人員推移 | 1日平均乗車人員推移 | 1日平均乗車人員推移 | 1日平均乗車人員推移 |
| 年度                | 定期外              | 定期                | 合計                | 出典                | 出典                |
| 年度                | 定期外              | 定期                | 合計                | JR                  | 東京都              |
| ------------------- | ------------------- | ------------------- | ------------------- | ------------------- | ------------------- |
| 1990年（平成02年）  |                     |                     | 23,641              |                     | [ 都 1 ]            |
| 1991年（平成03年）  |                     |                     | 23,975              |                     | [ 都 2 ]            |
| 1992年（平成04年）  |                     |                     | 24,951              |                     | [ 都 3 ]            |
| 1993年（平成05年）  |                     |                     | 25,085              |                     | [ 都 4 ]            |
| 1994年（平成06年）  |                     |                     | 24,816              |                     | [ 都 5 ]            |
| 1995年（平成07年）  |                     |                     | 24,500              |                     | [ 都 6 ]            |
| 1996年（平成08年）  |                     |                     | 24,247              |                     | [ 都 7 ]            |
| 1997年（平成09年）  |                     |                     | 24,331              |                     | [ 都 8 ]            |
| 1998年（平成10年）  |                     |                     | 24,099              |                     | [ 都 9 ]            |
| 1999年（平成11年）  |                     |                     | 24,046              |                     | [ 都 10 ]           |
| 2000年（平成12年）  |                     |                     | 24,225              | [ JR 2 ]            | [ 都 11 ]           |
| 2001年（平成13年）  |                     |                     | 24,572              | [ JR 3 ]            | [ 都 12 ]           |
| 2002年（平成14年）  |                     |                     | 24,478              | [ JR 4 ]            | [ 都 13 ]           |
| 2003年（平成15年）  |                     |                     | 24,266              | [ JR 5 ]            | [ 都 14 ]           |
| 2004年（平成16年）  |                     |                     | 23,814              | [ JR 6 ]            | [ 都 15 ]           |
| 2005年（平成17年）  |                     |                     | 23,666              | [ JR 7 ]            | [ 都 16 ]           |
| 2006年（平成18年）  |                     |                     | 23,877              | [ JR 8 ]            | [ 都 17 ]           |
| 2007年（平成19年）  |                     |                     | 23,932              | [ JR 9 ]            | [ 都 18 ]           |
| 2008年（平成20年）  |                     |                     | 23,707              | [ JR 10 ]           | [ 都 19 ]           |
| 2009年（平成21年）  |                     |                     | 23,388              | [ JR 11 ]           | [ 都 20 ]           |
| 2010年（平成22年）  |                     |                     | 23,599              | [ JR 12 ]           | [ 都 21 ]           |
| 2011年（平成23年）  |                     |                     | 23,734              | [ JR 13 ]           | [ 都 22 ]           |
| 2012年（平成24年）  | 13,228              | 10,946              | 24,174              | [ JR 14 ]           | [ 都 23 ]           |
| 2013年（平成25年）  | 13,426              | 11,054              | 24,481              | [ JR 15 ]           | [ 都 24 ]           |
| 2014年（平成26年）  | 13,428              | 11,015              | 24,444              | [ JR 16 ]           | [ 都 25 ]           |
| 2015年（平成27年）  | 13,432              | 11,015              | 24,447              | [ JR 17 ]           | [ 都 26 ]           |
| 2016年（平成28年）  | 13,444              | 11,166              | 24,611              | [ JR 18 ]           | [ 都 27 ]           |
| 2017年（平成29年）  | 13,913              | 11,461              | 25,375              | [ JR 19 ]           | [ 都 28 ]           |
| 2018年（平成30年）  | 14,338              | 11,809              | 26,148              | [ JR 20 ]           | [ 都 29 ]           |
| 2019年（令和元年）  | 13,998              | 11,709              | 25,707              | [ JR 21 ]           | [ 都 30 ]           |
| 2020年（令和02年）  | 8,985               | 8,927               | 17,913              | [ JR 22 ]           | [ 都 31 ]           |
| 2021年（令和03年）  | 10,143              | 8,746               | 18,890              | [ JR 23 ]           | [ 都 32 ]           |
| 2022年（令和04年）  | 12,108              | 9,003               | 21,112              | [ JR 24 ]           | [ 都 33 ]           |
| 2023年（令和05年）  | 13,709              | 9,524               | 23,234              | [ JR 1 ]            |                     |

## 駅周辺
駅の西側は上野恩賜公園（上野の山）の北側に位置し、高級住宅街の上野桜木や東京芸術大学上野キャンパスの最寄り駅である（以前は上野桜木にも京成線の駅があった）。そのほかは、寛永寺・東京国立博物館・国際子ども図書館・大名時計博物館・東京文化財研究所が近い。例年、七夕の前後3日間に下谷七福神と当駅近郊の商店街で、入谷朝顔市が開かれ、下町の夏の風物詩として賑わう。
東側はラブホテルが集積しており、ホテル街を形成している。その他は屋台や居酒屋が点在し、小さな路地が多い。駅正面にラブホテルが密集しているものの、風俗店舗そのものはない。
警視庁の犯罪情報マップによると、山手線の他駅と比べても治安は悪くない。上野駅入谷口 - 鶯谷駅 - 入谷駅のエリアは警察のパトロールと監視カメラが強化されている。鶯谷駅構内でのキャッチセールスなども固く禁じられている。
近年古い建物は次第に姿を消し、新築マンションが竣工されている。東京芸大上野キャンパスや専門学校の学生、マンション購入者の家族が多く、北口は上野桜木（高級住宅街）の住民も多い。
- 入谷鬼子母神
- 下谷七福神
- 下谷病院
- 寛永寺霊園
- 徳川家霊廟
- 東京文化財研究所
- 東京国立博物館
- 下町風俗資料館
- 台東区立江戸下町伝統工芸館
- 上野の森美術館
- 大名時計博物館
- 日本美術院
- 台東区立書道博物館
- 子規庵
- 黒田清輝記念館
- 朝倉彫塑館
- 横山大観記念館
- 一葉記念館
- 台東区立忍岡中学校
- 上野郵便局
- 入谷駅（東京地下鉄日比谷線）
- 根津駅（東京地下鉄千代田線）
- 業務スーパー河内屋
- いなげや荒川東日暮里店
- ゲオ
- 東横INN鶯谷駅前
- 台東区立根岸小学校
- 東京芸術大学上野キャンパス
- 東京都立上野高等学校
- 東京芸術大学音楽学部附属音楽高等学校
- 東京キネマ倶楽部
- ドン・キホーテ鶯谷店

## バス路線
最寄りの停留所は、言問通りにある都営バスの「鶯谷駅前」と「下谷二丁目」、および日立自動車交通と京成バスが運行しているめぐりんの「下谷二丁目（鶯谷駅南）」「鶯谷駅北」「鶯谷駅南」「根岸三丁目」となる。
| 運行事業者               | 停留所名               | 系統・行先 |
| ------------------------ | ---------------------- | --- |
| 都営バス                 | 鶯谷駅前               | 草41：足立梅田町 / 浅草寿町                                                                                        |
| 都営バス                 | 下谷二丁目             | - 上26：上野公園 / 亀戸駅前 - 草41：足立梅田町 / 浅草寿町                                                          |
| 日立自動車交通(めぐりん) | 下谷二丁目（鶯谷駅南） | 東西めぐりん（鶯谷駅経由・日医大回りルート）：上野桜木・谷中・千駄木駅・根津駅・京成上野駅・台東区役所・浅草駅方面 |
| 日立自動車交通(めぐりん) | 鶯谷駅南               | 北めぐりん（根岸回り）：生涯学習センター北・台東病院方面                                                           |
| 日立自動車交通(めぐりん) | 鶯谷駅北               | 北めぐりん（根岸回り）：生涯学習センター北・台東病院方面                                                           |
| 京成バス(めぐりん)       | 根岸三丁目             | ぐるーりめぐりん：三ノ輪駅・吉原大門・清川一丁目・浅草駅・鳥越神社・新御徒町駅方面                                 |

## 隣の駅
東日本旅客鉄道（JR東日本）
 京浜東北線
■快速
通過
■各駅停車
日暮里駅 (JK 32) - 鶯谷駅 (JK 31) - 上野駅 (JK 30)
 山手線
日暮里駅 (JY 07) - 鶯谷駅 (JY 06) - 上野駅 (JY 05)

### 記事本文

#### 報道発表資料
1. ↑  “Suicaご利用可能エリアマップ（2001年11月18日当初）” (PDF).   東日本旅客鉄道. 2019年7月27日時点のオリジナルよりアーカイブ。2020年4月23日閲覧。
2. ↑  『鶯谷駅 京浜東北線ホームのホームドア使用開始について』（PDF）（プレスリリース）東日本旅客鉄道首都圏本部、2024年3月27日。オリジナルの2024年3月27日時点におけるアーカイブ。2024年3月27日閲覧。
3. ↑  『2024年度のホームドア整備計画について』（PDF）（プレスリリース）東日本旅客鉄道、2024年3月12日。オリジナルの2024年3月12日時点におけるアーカイブ。2024年3月12日閲覧。

#### 新聞記事
1. ↑  「みどりの窓口 リストラ JR東 昨年〜今年63駅で廃止 後釜は券売機、客イライラ」『朝日新聞』朝日新聞社、2006年7月11日、夕刊、23面。

### 利用状況
JR東日本
1. 1 2  “各駅の乗車人員（2023年度）”.   東日本旅客鉄道. 2024年12月5日閲覧。
2. ↑  “各駅の乗車人員（2000年度）”.   東日本旅客鉄道. 2024年12月5日閲覧。
3. ↑  “各駅の乗車人員（2001年度）”.   東日本旅客鉄道. 2024年12月5日閲覧。
4. ↑  “各駅の乗車人員（2002年度）”.   東日本旅客鉄道. 2024年12月5日閲覧。
5. ↑  “各駅の乗車人員（2003年度）”.   東日本旅客鉄道. 2024年12月5日閲覧。
6. ↑  “各駅の乗車人員（2004年度）”.   東日本旅客鉄道. 2024年12月5日閲覧。
7. ↑  “各駅の乗車人員（2005年度）”.   東日本旅客鉄道. 2024年12月5日閲覧。
8. ↑  “各駅の乗車人員（2006年度）”.   東日本旅客鉄道. 2024年12月5日閲覧。
9. ↑  “各駅の乗車人員（2007年度）”.   東日本旅客鉄道. 2024年12月5日閲覧。
10. ↑  “各駅の乗車人員（2008年度）”.   東日本旅客鉄道. 2024年12月5日閲覧。
11. ↑  “各駅の乗車人員（2009年度）”.   東日本旅客鉄道. 2024年12月5日閲覧。
12. ↑  “各駅の乗車人員（2010年度）”.   東日本旅客鉄道. 2024年12月5日閲覧。
13. ↑  “各駅の乗車人員（2011年度）”.   東日本旅客鉄道. 2024年12月5日閲覧。
14. ↑  “各駅の乗車人員（2012年度）”.   東日本旅客鉄道. 2024年12月5日閲覧。
15. ↑  “各駅の乗車人員（2013年度）”.   東日本旅客鉄道. 2024年12月5日閲覧。
16. ↑  “各駅の乗車人員（2014年度）”.   東日本旅客鉄道. 2024年12月5日閲覧。
17. ↑  “各駅の乗車人員（2015年度）”.   東日本旅客鉄道. 2024年12月5日閲覧。
18. ↑  “各駅の乗車人員（2016年度）”.   東日本旅客鉄道. 2024年12月5日閲覧。
19. ↑  “各駅の乗車人員（2017年度）”.   東日本旅客鉄道. 2024年12月5日閲覧。
20. ↑  “各駅の乗車人員（2018年度）”.   東日本旅客鉄道. 2024年12月5日閲覧。
21. ↑  “各駅の乗車人員（2019年度）”.   東日本旅客鉄道. 2024年12月5日閲覧。
22. ↑  “各駅の乗車人員（2020年度）”.   東日本旅客鉄道. 2024年12月5日閲覧。
23. ↑  “各駅の乗車人員（2021年度）”.   東日本旅客鉄道. 2024年12月5日閲覧。
24. ↑  “各駅の乗車人員（2022年度）”.   東日本旅客鉄道. 2024年12月5日閲覧。

東京都統計年鑑
1. ↑  “東京都統計年鑑 平成2年 95～103表 運輸及び通信” (PDF). 東京都統計データアーカイブ.   東京都. 2024年11月27日閲覧。 ※東京都統計データアーカイブより、調査名と対象年を手動選択。
2. ↑  “東京都統計年鑑 平成3年 102～110表 運輸及び通信” (PDF). 東京都統計データアーカイブ.   東京都. 2024年11月27日閲覧。 ※東京都統計データアーカイブより、調査名と対象年を手動選択。
3. ↑  “東京都統計年鑑 平成4年 94～126表 運輸及び通信” (PDF). 東京都統計データアーカイブ.   東京都. 2024年11月27日閲覧。 ※東京都統計データアーカイブより、調査名と対象年を手動選択。
4. ↑  “東京都統計年鑑 平成5年 94～126表 運輸及び通信” (PDF). 東京都統計データアーカイブ.   東京都. 2024年11月27日閲覧。 ※東京都統計データアーカイブより、調査名と対象年を手動選択。
5. ↑  “東京都統計年鑑 平成6年 97～129表 運輸及び通信” (PDF). 東京都統計データアーカイブ.   東京都. 2024年11月27日閲覧。 ※東京都統計データアーカイブより、調査名と対象年を手動選択。
6. ↑  “東京都統計年鑑 平成7年 107～138表 運輸及び通信” (PDF). 東京都統計データアーカイブ.   東京都. 2024年11月27日閲覧。 ※東京都統計データアーカイブより、調査名と対象年を手動選択。
7. ↑  “東京都統計年鑑 平成8年 107～138表 運輸及び通信” (PDF). 東京都統計データアーカイブ.   東京都. 2024年11月27日閲覧。 ※東京都統計データアーカイブより、調査名と対象年を手動選択。
8. ↑  “東京都統計年鑑 平成9年 114 JRの駅別乗車人員” (xls). 東京都統計データアーカイブ.   東京都. 2024年11月27日閲覧。 ※東京都統計データアーカイブより、調査名と対象年を手動選択。
9. ↑  “東京都統計年鑑 平成10年 107～138表 運輸及び通信” (PDF). 東京都統計データアーカイブ.   東京都. 2024年11月27日閲覧。 ※東京都統計データアーカイブより、調査名と対象年を手動選択。
10. ↑  “東京都統計年鑑 平成11年 107～138表 運輸及び通信” (PDF). 東京都統計データアーカイブ.   東京都. 2024年11月27日閲覧。 ※東京都統計データアーカイブより、調査名と対象年を手動選択。
11. ↑  “113 JRの駅別乗車人員（平成8～12年度）” (xls). 東京都統計年鑑 平成12年.   東京都. 2024年11月27日閲覧。
12. ↑  “113 JRの駅別乗車人員” (xls). 東京都統計年鑑 平成13年.   東京都. 2024年11月27日閲覧。
13. ↑  “113 JRの駅別乗車人員” (xls). 東京都統計年鑑 平成14年.   東京都. 2024年11月27日閲覧。
14. ↑  “113 JRの駅別乗車人員” (xls). 東京都統計年鑑 平成15年.   東京都. 2024年11月27日閲覧。
15. ↑  “113 JRの駅別乗車人員” (xls). 東京都統計年鑑 平成16年.   東京都. 2024年11月27日閲覧。
16. ↑  “115 JRの駅別乗車人員” (xls). 東京都統計年鑑 平成17年.   東京都. 2024年11月27日閲覧。
17. ↑  “9-8 JRの駅別乗車人員” (xls). 東京都統計年鑑 平成18年.   東京都. 2024年11月27日閲覧。
18. ↑  “9-8 JRの駅別乗車人員” (xls). 東京都統計年鑑 平成19年.   東京都. 2024年11月27日閲覧。
19. ↑  “9-8 JRの駅別乗車人員” (xls). 東京都統計年鑑 平成20年.   東京都. 2024年11月27日閲覧。
20. ↑  “4-8 JRの駅別乗車人員” (xls). 東京都統計年鑑 平成21年.   東京都. 2024年11月27日閲覧。
21. ↑  “4-8 JRの駅別乗車人員” (xls). 東京都統計年鑑 平成22年.   東京都. 2024年11月27日閲覧。
22. ↑  “4-8 JRの駅別乗車人員” (xls). 東京都統計年鑑 平成23年.   東京都. 2024年11月27日閲覧。
23. ↑  “4-8 JRの駅別乗車人員” (xls). 東京都統計年鑑 平成24年.   東京都. 2024年11月27日閲覧。
24. ↑  “4-8 JRの駅別乗車人員” (xls). 東京都統計年鑑 平成25年.   東京都. 2024年11月27日閲覧。
25. ↑  “4-8 JRの駅別乗車人員” (xls). 東京都統計年鑑 平成26年.   東京都. 2024年11月27日閲覧。
26. ↑  “4-8 JRの駅別乗車人員” (xls). 東京都統計年鑑 平成27年.   東京都. 2024年11月27日閲覧。
27. ↑  “4-8 JRの駅別乗車人員” (xls). 東京都統計年鑑 平成28年.   東京都. 2024年11月27日閲覧。
28. ↑  “4-8 JRの駅別乗車人員” (xls). 東京都統計年鑑 平成29年.   東京都. 2024年11月27日閲覧。
29. ↑  “4-8 JRの駅別乗車人員” (xls). 東京都統計年鑑 平成30年.   東京都. 2024年11月27日閲覧。
30. ↑  “4-8 JRの駅別乗車人員” (xls). 東京都統計年鑑 平成31年・令和元年.   東京都. 2024年11月27日閲覧。
31. ↑  “4-8 JRの駅別乗車人員” (xls). 東京都統計年鑑 令和2年.   東京都. 2024年11月27日閲覧。
32. ↑  “4-8 JRの駅別乗車人員” (xls). 東京都統計年鑑 令和3年.   東京都. 2024年11月27日閲覧。
33. ↑  “4-8 JRの駅別乗車人員” (xls). 東京都統計年鑑 令和4年.   東京都. 2024年11月27日閲覧。